# معاهدة نوتيبورغ

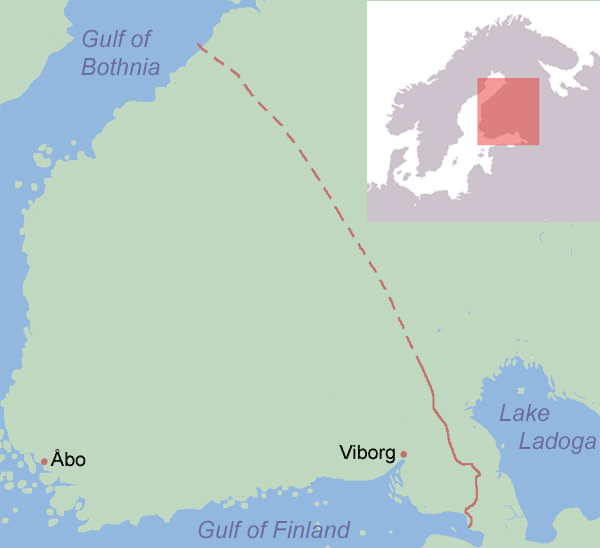
الحدود بعد معاهدة نوتيبورغ

معاهدة نوتيبورغ الاسم التقليدي لمعاهدة سلام وُقعت في شليسلبورغ (بالسويدية : نوتيبورغ) يوم 12 أغسطس 1323. كانت أول تسوية بين السويد وجمهورية نوفغورود تنظم الحدود بين البلدين. بعد ثلاث سنوات، وقعت نوفغورود معاهدة نوفغورود مع النرويجيين.